# EA4
Az EA4 jelű sír egy egyiptomi sír Amarnában; Meriré számára készült, aki Aton főpapja volt Ehnaton uralkodása alatt. Az amarnai sziklasírok között, a királysírtól északra helyezkedik el.

## Leírása

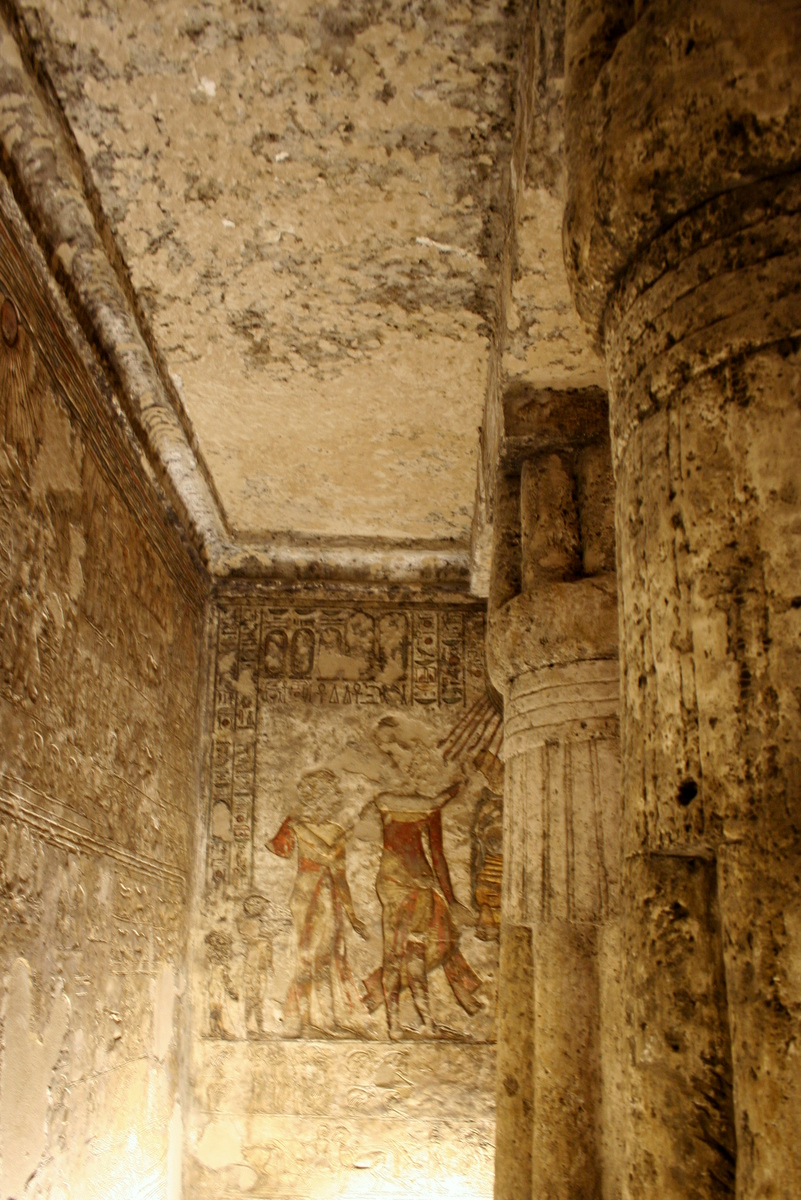
A sír belseje

Sírja a királysírnak helyet adó váditól északra elhelyezkedő hat sír, az ún. Északi sírok közül az EA4. A sír az amarnai sírokra jellemzően egyenes tengelyű. A bejárati folyosó a többi sírtól eltérően először egy előkamrába vezet, és innen következik kis folyosó után a négyoszlopos első csarnok, ahonnan folyosó vezet a négy pillér tartotta belső csarnokba. Innen nyílik a szentély. A kopt időkben a sír elé további kőépítményeket emeltek, ebből az időből származnak a falba ütött kis lyukak a szögek számára.
A sírnak széles homlokzata volt, a bejárat fölött utólag beillesztett faragott párkánnyal. A bejárat körül imaszövegek szóltak Atonhoz és a királyi családhoz, ezek mára részben eltűntek, részben eltakarja őket a bejáratra erősített modern kori ajtó vaskerete.
Az első folyosó falán Merirét ábrázolják, amint a felkelő naphoz imádkozik. Innen nyílik az előkamra. Ennek bejárata mellett kétoldalt Meriré imádkozik a királyhoz; az oldalsó falakba durva kivitelezésű álajtókat véstek, melyek mellett Aton, Ehnaton és Nofertiti kártusai, illetve virágcsokrok láthatóak. A beljebb vezető folyosó körüli képek a kártusok előtt térdelő Merirét ábrázolják.
A külső csarnokba bevezető folyosó jobb oldalán az imádkozó Meriré látható és az Aton-himnusz rövidebb változata. Baloldalt Meriré felesége, Tenré imádkozik Atonhoz. A külső csarnokban eredetileg négy papiruszforma oszlop állt, a két bal oldalit valószínűleg a kopt időkben távolították el. A bejárat mellett belülről kártusok díszítik a falat, Meriré alakja pedig imádkozik; az ajtó fölött a főpap Aton és a királyi pár később megrongált kártusait imádja. A helyiség díszítései:
- Bejárattal szembefordulva baloldalt: Ehnaton, Nofertiti és két legidősebb lányuk, Meritaton és Maketaton Atonnak áldoz. Meriré és mögötte egy másik alak az áldozatok előtt hajlong. Aton ábrázolása szokatlan, a napsugarakat két ív választja el a korongtól, talán felhőket jelez. Lent két regiszterben papok, segédeik és vak zenészek láthatóak.
- Jobboldalt (a bejárattal szembefordulva baloldalt) ugyanaz a jelenetsor folytatódik megszakítás nélkül. A nagyrészt építészeti témájú képek két regiszterben ábrázolják részletesen a városi életet.
  - Felső regiszter: a városközpontban álló királyi palota látható a Megjelenések ablakával, ettől balra várakozó kocsik, legyezőhordozók és testőrök állnak (köztük több idegen, núbiaiak, líbiaiak és szíriaiak). Ettől balra a templom nyitott udvarában a királyi pár és négy hercegnő imádja Atont. Az áldozatok alatt a mészárszék látható, a hercegnők alatt egy kis épület, melynek saját Megjelenések ablaka volt. Emellett balra ismét templom látható, bejáratát zászlókkal díszített pülónok veszik körül. Emögött (azaz balra) nagy oltár áll, melyhez rámpa vezet fel, majd további udvarok és oltárok. Ezután a templom szentélye látható, benne egy emelvényen a szent benben-kő (napszimbólum), mellette a király ülőszobra. A szentély előcsarnokában oszlopok közt a fáraó még több szobra áll.
  - Alsó regiszter: városi jelenet ökrökkel, folyóparttal, ahol tizenhárom hajó várakozik; udvar, melyben a királyi család épp aranynyakláncokat ad a felemelt karú Merirének. Ettől balra két raktár, az egyikben magasra halmozott gabona; mögötte fák sora, törzsüket alacsony téglafal védi. A második raktár négy sorban helyiségekből áll, bennük kerámiaedények, kenyerek, fémtömbök, ládák és zsákok, hal, gabona. Ezután egy fák közt álló épületegyüttes látható, talán Meriré háza, istállóval, kerttel, medencével, mely mellett a saduf nevű kút legkorábbi ábrázolása látható.
- A belső csarnokba vezető ajtó fölött: imaszövegek.
- Baloldalt: itt is több falon át folytatódik a jelenet, a királyi pár látogatását ábrázolja a városközpontban, köztük Aton templomában is. A templomot itt szemből ábrázolják, kisebb méretben; a szentély legfelül látható. A templomi személyzet a külön kocsikban érkező királyi pár fogadására készül. A kocsik előtt testőr fut, mögöttük két kocsiban két-két hercegnő (Meritaton és Maketaton az alsóban, alakjuk nagyrészt elpusztult; Anheszenpaaton és Nofernoferuaton Ta-serit a felsőben). Mögöttük további kocsikban szolgálólányok. Baloldalt felül a királyi palota látható a Megjelenések ablakával és egy takarító szolgával.

A belső csarnok és a szentély befejezetlenül maradt. Előbbiben négy oszlopot akartak kialakítani, de a munka félbemaradt. Megfigyelhető, hogy a kőfaragók négyszögletes tömbökben vágták le a követ, talán hogy máshol felhasználhassák; emiatt négyszögletes pillér formájában állnak, amik befejezve kör keresztmetszetű oszlopok lettek volna.